# I-94 (表格)
I-94表格是美国海关及边境保卫局颁发给外国人，用于记录其在美国入境、出境信息的文件。美国公民及移民服务局也使用I-94表格，外国人入境美国时必须完成该表的填写，然后以非移民的身份进入美国。对于能够以免签证計劃或其他免簽證資格入境美国的外国人，他们虽然不是美国公民或美国永久居民，但是能通过机场或港口入境美国并停留少于90天的时间，这类人士需要完成的是I-94W表格（非移民签证豁免者入境、出境表格），并必须在前往美国之前在旅遊許可電子系統（Electronic System for Travel Authorization, ESTA）登记。
2013年4月26日起，所有从机场和海路入境的外国旅客入境美国将不再需要填写入出境登记卡I-94，外国旅客在登机前往美国前，资料已同步透过旅客资料预报系统传送。而从陆路入境的外国旅客仍然需要纸质的I-94卡。
2023年1月4日起，陆路边境入境也不再发放纸质I-94卡，I-94实现全电子化。